# Deividas Šemberas
Deividas Vatshlovitch Šemberas est un footballeur international lituanien né le 8 septembre 1978 à Vilnius, évoluant au poste de milieu défensif.

## Biographie

### En club
Šemberas commence sa carrière dans le club de sa ville natale, le FK Žalgiris Vilnius. Il y joue un an avant de rejoindre le club russe du Dynamo Moscou en 1998, où il joue 88 matchs et inscrit deux buts. Puis il rejoint en 2001 le club rival, également basé à Moscou : le CSKA Moscou, avec lequel il remporte la Coupe UEFA 2004-2005 par 3 buts à 1, où il rentre en remplacement de Daniel Carvalho à la 82e minute. 
Il joue son premier match en championnat avec le CSKA le 9 mars 2002 contre le FK Torpedo-ZIL, où il joue l'intégralité du match (victoire 4-0). Il marque son premier but avec le CSKA le samedi 7 mars 2009 (sept ans après son arrivée au club), en envoyant la balle dans la lucarne gauche des buts de Sergueï Ryjikov, le gardien du Rubin Kazan, à la 43e minute de jeu, à l'occasion de la Supercoupe de Russie (victoire 2-1).
Avec le CSKA Moscou, il dispute un total de 40 matchs en Ligue des champions, sans inscrire de but. Il atteint les quarts de finale de cette compétition en 2010, en étant éliminé par le club italien de l'Inter Milan.
Deividas Šemberas dispute un total de 495 matchs dans les championnats russes et lituaniens, inscrivant 13 buts.

### En équipe nationale
Šemberas reçoit 82 sélections en équipe de Lituanie entre 1996 et 2013, sans inscrire le moindre but.
Il joue son premier match en équipe nationale le 3 novembre 1996, en amical contre l'Indonésie. Il reçoit sa dernière sélection le 22 mars 2013, contre la Slovaquie, dans le cadre des éliminatoires du mondial 2014.
Il participe avec la Lituanie aux éliminatoires du mondial 2002, puis aux éliminatoires du mondial 2006, ensuite aux éliminatoires du mondial 2010, et enfin aux éliminatoires du mondial 2014. Il joue un total de 27 matchs lors des tours préliminaires des Coupes du monde, recevant un carton rouge et 8 cartons jaunes.
Il porte à sept reprises le brassard de capitaine de l'équipe nationale.

## Palmarès
- Champion de Russie en 2003, 2005 et 2006 avec le CSKA Moscou
- Vice-champion de Russie en 2004 et 2008 avec le CSKA Moscou
- Vainqueur de la Coupe de Russie en 2005, 2006 et 2008 avec le CSKA Moscou
- Vainqueur de la Supercoupe de Russie en 2004, 2006, 2007 et 2009 avec le CSKA Moscou
- Vainqueur de la Coupe UEFA en 2005 avec le CSKA Moscou
- Champion de Lituanie en 2015 avec le Zalgiris Vilnius
- Vainqueur de la Coupe de Lituanie en 2014 et 2015 avec le Zalgiris Vilnius